# Goniada australiensis
Goniada australiensis är en ringmaskart som beskrevs av Jean Louis Armand de Quatrefages de Bréau 1866. Goniada australiensis ingår i släktet Goniada och familjen Goniadidae. Inga underarter finns listade i Catalogue of Life.